# 佐藤貞子
佐藤貞子（さとう さだこ、1886年 - 1950年）は、秋田県仙北郡出身の民謡歌手である。

## 概要
民謡「秋田おばこ」の生みの親として知られている。「秋田おばこの女王」とも、江戸時代初期にかぶき踊りで全国巡業した出雲の阿国になぞらえ「秋田の阿国」とも呼ばれた。「秋田おばこ」、「秋田甚句」などを収めたレコードは戦前としては「驚異的」とされる60万枚のヒットを記録した。

## 来歴

### 生い立ち
1886年（明治19年）、秋田県仙北郡神代村（現・仙北市）に生まれる。笛の名人であった父の影響で民謡をはじめ、幼いころより歌の上手さは近隣に知れ渡り、地元の祭のスターであった。1922年（大正11年）、東京上野で開催された平和博覧会に出演。「おばこ節」を歌い全国芸能競演会で1位となった。この「おばこ節」に秋田を付けて「秋田おばこ」とした。

### 全国巡業
興行師・丸玉の誘いで「秋田おばこ佐藤貞子一座」を結成し、昭和初期に南は九州から北は樺太まで全国巡業をし人気を博す（若き日の浅野梅若も一座に参加していた）。

## 登場する作品
秋田県出身の女優浅利香津代の舞台「秋田おばこ物語・貞子」のモデルである。

## 放送
- 「秋田おばこ,その系譜～佐藤貞子とともに～」1994年12月25日、秋田放送[3]。